# Horologion
Horologion is een geslacht van kevers uit de familie van de loopkevers (Carabidae). De wetenschappelijke naam van het geslacht is voor het eerst geldig gepubliceerd in 1932 door Valentine.

## Soorten
Het geslacht Horologion is monotypisch en omvat slechts de volgende soort:
- Horologion speokoites Valentine, 1932